# アルナ輸送機用品
アルナ輸送機用品株式会社（アルナゆそうきようひん）は、鉄道車両・バスなどのドア・窓枠およびバス停標識などを製造する日本の企業。川崎車両株式会社の完全子会社で、川崎重工グループに属する。本社は岐阜県養老郡養老町にある。
2002年4月1日のアルナ工機の事業別分社化に伴い、輸送機用品部門を引き継ぐ会社として設立された。設立当初は阪急電鉄の子会社であったが、2006年5月10日に全株式が川崎重工業へ譲渡され同社の子会社、2021年には川崎重工業車両カンパニーの分社化に伴い、川崎車両の子会社となった。

## 沿革
- 1947年（昭和22年） - 京阪神急行電鉄株式会社（現・阪急電鉄株式会社）の子会社としてナニワ工機株式会社が兵庫県に設立。
- 1970年（昭和45年） - アルナ工機株式会社に商号を変更。
- 2000年（平成12年） - ISO 9001認証を取得。
- 2002年（平成14年） - アルナ工機株式会社は解散し、輸送機用品部門を新たにアルナ輸送機用品株式会社として設立。
- 2006年（平成18年） - 阪急電鉄株式会社が川崎重工業株式会社に全株式を譲渡。
- 2009年（平成21年） - ISO 14001認証を取得。
- 2021年（令和3年） - 川崎重工業株式会社から川崎車両株式会社へ株式が譲渡された事により、川崎車両株式会社の子会社となる。

## 事業所
- 本社・養老工場・東京営業所中部エリア（岐阜県養老郡養老町）
- 東京営業所（東京都中央区）
- 大阪営業所（大阪市淀川区）

## 公式サイト
- アルナ輸送機用品（株）ホームページ